# Christian Panucci
Christian Panucci (Savona, 12. travnja 1973.) je talijanski nogometni trener te bivši nogometaš i nacionalni reprezentativac. S talijanskom reprezentacijom do 21 godine osvojio je dva uzastopna europska prvenstva (1994. i 1996.) dok danas radi kao asistent Fabiju Capellu u ruskoj reprezentaciji.

## Karijera

### Klupska karijera
Panucci je karijeru započeo u juniorima Genoe dok je 1991. uveden u seniorsku momčad. Već ga u srpnju 1993. u dobi od 20 godina dovodi AC Milan. Kao igrač Milana, Panucci je 1994. osvojio četverostruku krunu (scudetto, Ligu prvaka te talijanski i europski Superkup). Iako je njegova pozicija na desnom beku, u finalu Lige prvaka je igrao na lijevoj strani demonstrirajući odličnu igru i na toj poziciji. Unatoč ogromnom uspjehu koji je ostvario te sezone, tadašnji talijanski izbornik Arrigo Sacchi nije uveo Panuccija na popis reprezentativaca za predstojeće Svjetsko prvenstvo u SAD-u.
Sljedeće sezone (1994./95.) igrač je postao standardan u AC Milanu za koji je odigrao 28 od 34 utakmica Serie A. Tada je klub bio drugi u prvenstvu (iza Juventusa) dok je u finalu Lige prvaka izgubio od nizozemskog Ajaxa. U narednoj sezoni Panucci je bio jedan od najboljih obrambenih igrača a klub je imao jedan od najboljih obrambenih redova kojeg su osim njega činili i Franco Baresi, Paolo Maldini te Alessandro Costacurta. U to vrijeme je nastalo Bosmanovo pravilo koje je mnogim igračima otvorilo nove mogućnosti. Jedan od njih bio je i Christian Panucci koji je 1996. otišao u madridski Real. Ondje se pridružio Fabiju Capellu koji ga je trenirao upravo u AC Milanu.
Dolaskom u Real Madrid, Panucci je postao prvi Talijan koji je zaigrao u Španjolskoj. I u novom klubu je pokazao igračku kvalitetu te je bio na standardnoj poziciji desnog beka dok se na lijevoj strani nalazio Roberto Carlos. Tijekom prve sezone u klubu, Panucci je osvojio nacionalno prvenstvo i španjolski Superkup a naredne sezone Ligu prvaka te Interkontinentalni kup. Također, to je bilo razdoblje u kojem je Real često smjenjivao trenere tako da su madridsku momčad u kratkom razdoblju vodili Capello, Jupp Heynckes, Guus Hiddink i John Toshack. I tada (kao i prije četiri godine) Christian Panucci ponovo nije uveden na popis talijanskih reprezentativaca za Svjetsko prvenstvo 1998. iako je ostvario ogromne rezultate s klubom.
1999. godine igrač se vraća u domovinu gdje potpisuje za Inter Milan. Tijekom dvogodišnjeg ugovornog razdoblja klub ga je slao na posudbe u Chelsea i AS Monaco. Poslije toga je osam godina igrao za AS Romu a ondje je bio ključni igrač i vođa momčadi. S klubom je osvojio dva talijanska kupa i Superkup a napustio ga je 2009. nakon što je ispao iz prve momčadi.
30. srpnja 2009. potpisao je jednogodišnji ugovor s Parmom za koju je odigrao 19 prvenstvenih utakmica i postigao jedan gol u susretu protiv Bologne. 23. veljače 2010. je s klubom razvrgnuo ugovor uz obostrani pristanak dok je 22. kolovoza iste godine objavio prekid igračke karijere. Tada je izjavio: "Imam još ponuda ali jednostavno više ne osjećam glad prema igri".

### Reprezentativna karijera
Panucci je najprije nastupao za Azzurine s kojima je 1994. i 1996. bio europski juniorski prvak. Za Azzure je debitirao u rujnu 1994. u kvalifikacijskoj utakmici protiv Slovenije za EURO 1996. Dok je bio na vrhuncu karijere, Panucci je nepravedno izostavljan iz reprezentacije (Svjetska prvenstva 1994. i 1998.).
Za reprezentaciju je nastupao na Svjetskom prvenstvu 2002. i EURU 2004. nakon čega je imao trogidišnji post. Razlog tome bio je izbornik Marcello Lippi koji ga je ignorirao te u konačnici nije stavljen na popis za Mundijal 2006. u Njemačkoj. Dolaskom Roberta Donadonija na izborničku klupu, Panucci je ponovo uveden u reprezentaciju. Tada je igrao u kvalifikacijama za EURO 2008. protiv Gruzije, Škotske i Farskih Otoka. Na utakmici protiv Gruzije, Christian Panucci nije krio vlastito oduševljenje jer mu je to bila jubilarna pedeseta utakmica u reprezentativnom dresu. Budući da se utakmica igrala u Genovi, igrač je izjavio: "Za mene je veoma emotivan osjećaj što igram na travnjaku na kojem sam odrastao. Nikad neću zaboraviti ovacije koje sam ovdje dobio".
U konačnici je Donadoni stavio igrača na popis za EURO 2008. gdje je zabio gol u susretu protiv Rumunjske čime je postao najstariji igrač koji je zabio na turniru. Utakmica četvrtfinala protiv Španjolske gdje je Italija izgubila na jedanaesterce bila je za Panuccija ujedno i posljednja u reprezentativnom dresu.

#### Pogoci za reprezentaciju
| #  | Datum               | Mjesto            | Protivnik | Pogodak | Rezultat | Natjecanje                  |
| -- | ------------------- | ----------------- | --------- | ------- | -------- | --------------------------- |
| 1. | 18. listopada 1994. | Tallinn, Estonija | Estonija  | 2 : 0   | Pobjeda  | Kvalifikacije za EURO 1996. |
| 2. | 17. travnja 2002.   | Milano, Italija   | Urugvaj   | 1 : 1   | Remi     | Prijateljska utakmica       |
| 3. | 17. studenog 2007.  | Glasgow, Škotska  | Škotska   | 2 : 1   | Pobjeda  | Kvalifikacije za EURO 2008. |
| 4. | 13. lipnja 2008.    | Zürich, Švicarska | Rumunjska | 1 : 1   | Remi     | EURO 2008.                  |

## Trenerska karijera
Nakon prekida igračke karijere Panucci je bio komentator na televizijskom kanalu SKY Italia. Panucci se 23. srpnja 2012. pridružio bivšem talijanskom izborniku Fabiju Capellu koji je izbornik ruske reprezentacije.

## Privatni život
Christian Panucci je bio kapetan talijanske mlade reprezentacije koja je nastupila na Olimpijadi u Atlanti 1996. godine. Međutim, nakon što se ozlijedio odlučio se vratiti u Italiju. Prvotno je htio otići letom iz New Yorka preko Pariza za Rim. Međutim, Panucci je propustio taj let jer mu je prtljaga zagubljena u Atlanti. Zbog toga je kasnijim direktnim letom Alitalije odletio za Milano dok se Boeing 747 iz prvotnog leta srušio u Atlantski ocean u blizini obala New Yorka pri čemu je poginulo svih 230 putnika.

## Osvojeni trofeji

### Klupski trofeji
| Klub        | Trofej                 | Sezona / godina |
| Italija     | Italija                | Italija         |
| ----------- | ---------------------- | --------------- |
| AC Milan    | Supercoppa Italiana    | 1993.           |
| AC Milan    | Scudetto               | 1993./94.       |
| AC Milan    | Liga prvaka            | 1993./94.       |
| AC Milan    | Europski Superkup      | 1994.           |
| AC Milan    | Supercoppa Italiana    | 1994.           |
| AC Milan    | Scudetto               | 1995./96.       |
| Španjolska  |                        |                 |
| Real Madrid | Primera                | 1996./97.       |
| Real Madrid | Španjolski Superkup    | 1997.           |
| Real Madrid | Liga prvaka            | 1997./98.       |
| Real Madrid | Interkontinentalni kup | 1998.           |
| Engleska    |                        |                 |
| Chelsea     | Charity Shield         | 2000.           |
| Italija     |                        |                 |
| AS Roma     | Supercoppa Italiana    | 2001.           |
| AS Roma     | Coppa Italia           | 2007.           |
| AS Roma     | Supercoppa Italiana    | 2007.           |
| AS Roma     | Coppa Italia           | 2008.           |

### Reprezentativni trofeji
| Turnir                 | Trofej | Godina |
| ---------------------- | ------ | ------ |
| Europsko U21 prvenstvo | Zlato  | 1994.  |
| Europsko U21 prvenstvo | Zlato  | 1996.  |

## Vanjske poveznice
- Soccerbase.com